# Parafia Najświętszego Serca Jezusa w Starachowicach
Parafia Najświętszego Serca Jezusa w Starachowicach – rzymskokatolicka parafia w Starachowicach, należąca do dekanatu Starachowice-Północ w diecezji radomskiej.

## Historia
Parafia została erygowana 1 czerwca 1984 przez biskupa sandomierskiego Edwarda Materskiego.

## Kościół
Kościół Najświętszego Serca Jezusa w Starachowicach-Majówce, według projektu arch. Zdzisława Wieka, został zbudowany w latach 1986–1994. Poświęcony w stanie surowym 22 czerwca 1990 przez bp. Edwarda Materskiego i również przez niego konsekrowany 8 listopada 1998. Jest to budowla wzniesiona z cegły czerwonej.

## Zasięg parafii
Do parafii należą mieszkańcy Starachowic mieszkający przy ulicach: Akacjowa (nr. 14, 16-20), Bohaterów, Brązowa, Cegielniana, Dębowa, Gliniana, Głowackiego, Graniczna, Jagodowa, Jaśminowa, Jesionowa, Kopalniana, Leśna, Lipowa (nr. nieparzyste), 9 Maja (nr. 18-14 oraz 25 do końca), Majówka (nr. 15-33), Martenowska, Miedziana, Modrzewiowa, Murarska, Niecała, Orzechowa, Partyzantów (nr. parzyste od 34, nieparzyste od nr. 41), Skalista, Sosnowa, Srebrna, Staszica (nr.17-21), Zielona, Złota.

## Proboszczowie
- 1983–2017 – ks. prał. Aleksander Sikora
- od 2017 – ks. kan. Artur Lach